# 詩牌
詩牌，或稱詩牌集字，從明朝到民初時流行的一種用於作詩的牌類遊戲。

## 歷史
宋朝時所稱的詩牌是指于供人題詩的留言板，如王安石〈董伯懿示裴晋公平淮右题名碑诗用其韵和酬〉：「褒贤乐善自为美，当挂庙壁为诗牌。」、冯梦龙《警世通言·俞仲举题诗遇上皇》：「酒保道：『解元借笔砚，莫不是要题诗赋？却不可污了粉壁。本店自有诗牌。若是污了粉壁，小人今日当直，便折了这一日日事钱。』」
明朝士大夫之間流行一種稱為詩牌集字的牌戲，每張牌面上各寫有作詩常用的單字，參加遊戲的人按得到的牌組成韻語，以作品作成的遲速和優劣論高下。記錄規則的文獻有吳興人王良樞的《詩牌譜》。士大夫還把玩出的作品收錄在文集中，但王漁洋覺得這種牌戲可笑，邊連寶則對王漁洋看法不以為然，認為不是詩牌之過。

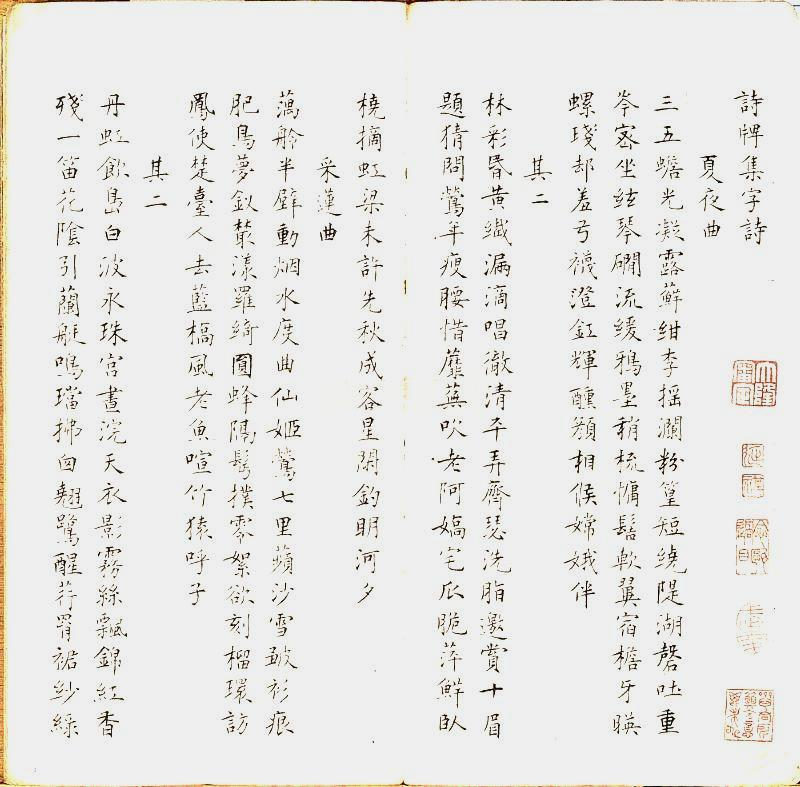
《诗牌集字詩》一頁

在清朝時，詩牌也是文人的娛樂，被認為是最文雅的遊戲，還有女性詩人參加，如恽珠的《国朝闺秀正始集》收錄一首描寫詩牌活動的七言律詩〈詩牌集字即咏〉：「韋家紗幔鎮長垂，绨几親裁集字詩。川就明珠光有耀，緝成碎錦機難窺。堂前才士思韜筆，階下諸兒強綴詞，何事謝庭誇散朗，因風隻句枉稱奇。」，為沈三曾妻子吳氏所作。漢化的土家族士人也有玩此牌戲。

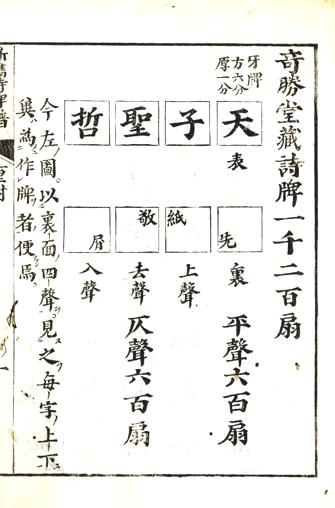
《新鐫詩牌譜》一頁

康熙時，《詩牌譜》也流傳至日本，由漢學家細井廣澤注解與作序，名為《新鐫詩牌譜》，享保五年（1720年）出版，享保十五年（1730年）再印增補本。
乾隆時《揚州畫舫錄》記載揚州詩會流行詩牌，以程氏筱園、鄭氏休園這兩地最盛。梅曾亮在《柏梘山房文集》記載詩牌在清朝時還有一種類似碰和牌、麻將等湊牌遊戲的玩法，並認為這牌戲可作出意想不到的好詩，就像夢中所作一樣。道光年間陳森的《品花宝鉴》第五十七回也描寫類似這種玩法，作品為七言律詩，「餞別春光已半年，小春天氣最堪憐。酒分捭闔縱橫策，人比瑤池閬苑仙。任說朝朝依玉樹，終應步步讓金蓮。彩雲明月如相妒，照徹樓臺分外鮮。」
光緒十二年（1886年），著有《湟生诗稿》的鑲黄旗薩克達氏成昌在濟南刻書《詩牌集》，收詩牌的各式作品一百七十八首，載有二十五人的姓名別字和籍貫。該書以中五、七言絕句最多，也有六言詩，還有尺牘十篇。五言詩較多，如朱潔的〈秋望〉：「幾點秋痕碧，平湖生夕煙。西風散黃葉，一雁下遙天。」、應振復的〈雨後〉：「天開分野色，雨過半晴陰。時有飛來鶴，孤雲一片心。」等。民國九年署名五指山人編寫的《詩牌新譜》，記錄稱為摸牌制的玩法，就像麻將一樣打牌摸一張打一張，也同於梅曾亮的記載。書上寫傳授此法的人是安徽撫寧人朱潔。
二次大戰前，盧前與朋友在開封見到一副據說是王鵬運家所流出詩牌，已殘缺不全。邵瑞彭對盧前說，庚子事變時困居於北京城中的晚清四大詞人中的王鵬運、朱祖謀兩人、及劉福姚等人，自寫幽憂唱和之作的《庚子秋詞》是出自於玩詩牌集字。他們聽了後就想嘗試玩此牌戲。任二北用紙自製一幅，在南京常與人打牌，還把玩出的作品編成文集。盧前覺得紙牌常遺失，就學麻將用骨製加上竹製的牌背，在南京、上海時都常遊戲，採用梅曾亮所提及的玩法。
詩牌在近代已逐漸式微。

## 牌具
詩牌材質有用竹、紙、或象牙所作。金武祥的記錄事張數有一百二十八張多、或三百張，牌兩端各寫一字，當兩張牌用，另有作為百搭牌的空白牌十張。 《詩牌新譜》牌具為兩百四十四張，每牌一宇，平仄各半，另有稱為没字牌的百搭牌各四張。《新鐫詩牌譜》牌數更多，為一千兩百張，每牌一宇，平仄各半，平上去入四聲各寫在牌的不同角。
以下介紹《詩牌譜》牌具，長寬六分，厚度一分，每牌一字。平聲為紅字；仄聲為黑字。原有平、仄聲各兩百字，此書又各補一百字，共六百張，但現存的《夷門廣牘》、《說郛續》版，仄聲缺九字，「久」字重複。

### 平聲
| 天 | 風 | 雲 | 烟 | 霞 | 霄 | 霜 | 晴 | 陰 | 明 | 泉 | 山 | 峰 | 坡 | 湖 | 沙 | 波 | 川 | 溪 | 江 | 堤 | 磯 | 汀 | 池 | 園 | 村 | 階 | 家 | 洲 | 嚴 |
| 涯 | 巒 | 濱 | 田 | 郊 | 丘 | 皋 | 方 | 塵 | 東 | 西 | 南 | 流 | 春 | 秋 | 寒 | 涼 | 時 | 光 | 陽 | 年 | 睛 | 和 | 淒 | 宵 | 昏 | 光 | 梅 | 松 | 桃 |
| 梧 | 桐 | 城 | 苹 | 枝 | 芳 | 夢 | 枯 | 荷 | 林 | 苔 | 蘆 | 香 | 蒼 | 蓮 | 華 | 葩 | 蘭 | 茅 | 英 | 笻 | 茶 | 笙 | 人 | 君 | 仙 | 翁 | 僧 | 童 | 樵 |
| 賓 | 漁 | 情 | 懷 | 心 | 神 | 頭 | 思 | 襟 | 愁 | 亭 | 台 | 窗 | 橋 | 樓 | 庭 | 齋 | 居 | 門 | 扇 | 扃 | 軒 | 盧 | 闌 | 堂 | 鄰 | 菲 | 扶 | 皆 | 能 |
| 因 | 親 | 陳 | 安 | 難 | 觀 | 玄 | 然 | 偏 | 何 | 過 | 藏 | 長 | 相 | 忘 | 空 | 沉 | 生 | 揚 | 疏 | 橫 | 開 | 斜 | 離 | 憂 | 臨 | 攜 | 歸 | 眠 | 還 |
| 題 | 游 | 當 | 迎 | 閒 | 吟 | 歌 | 來 | 尋 | 堪 | 悲 | 如 | 侵 | 黃 | 清 | 紅 | 聲 | 浮 | 輕 | 茫 | 殘 | 成 | 令 | 深 | 邊 | 平 | 中 | 高 | 低 | 前 |
| 孤 | 雙 | 飄 | 搖 | 多 | 隨 | 痕 | 連 | 新 | 留 | 傾 | 憑 | 凝 | 分 | 窮 | 容 | 重 | 從 | 徽 | 揮 | 遲 | 余 | 穿 | 移 | 回 | 叢 | 鳴 | 垂 | 收 | 聞 |
| 敲 | 翻 | 同 | 無 | 含 | 通 | 悠 | 休 | 求 | 飛 | 雞 | 啼 | 猿 | 鷗 | 魚 | 禽 | 鶯 | 蜂 | 鴻 | 舟 | 帆 | 簾 | 燈 | 琴 | 樽 | 棋 | 杯 | 屏 | 衣 | 簑 |
| 詩 | 鍾 | 壺 | 砧 | 觴 | 裳 | 絃 | 車 | 卮 | 書 | 文 | 巾 | 甌 | 繆 | 濃 | 揮 | 稀 | 芬 | 頻 | 群 | 喧 | 繁 | 憐 | 妍 | 懸 | 翩 | 稍 | 紛 | 狂 | 依 |
| 青 | 乘 | 投 | 驚 | 登 | 籠 | 層 | 柔 | 稠 | 舒 | 音 | 三 | 鮮 | 初 | 虛 | 凄 | 蕭 | 嬌 | 遙 | 棲 | 佳 | 吹 | 寬 | 環 | 班 | 攀 | 間 | 千 | 歡 | 終 |

### 仄聲
| 有 | 對 | 興 | 畔 | 紫 | 鳳 | 久 | 喜 | 侶 | 渚 | 聚 | 戶 | 洒 | 友 | 海 | 採 | 蚤 | 坐 | 夏 | 響 | 此 | 境 | 嶺 | 杏 | 迥 | 萼 | 錦 | 漸 | 積 | 媚 |
| 未 | 曙 | 朗 | 北 | 桂 | 麗 | 劍 | 裊 | 愛 | 峻 | 縱 | 萬 | 翫 | 面 | 宿 | 乍 | 淨 | 盛 | 郭 | 岫 | 袖 | 覆 | 茂 | 蔭 | 艷 | 逐 | 倏 | 玉 | 列 | 拂 |
| 發 | 忽 | 結 | 酌 | 薄 | 陌 | 隔 | 合 | 雜 | 舊 | 已 | 得 | 許 | 處 | 閣 | 是 | 倚 | 艤 | 耳 | 理 | 子 | 舉 | 五 | 解 | 每 | 載 | 待 | 引 | 淺 | 遣 |
| 少 | 皓 | 雅 | 斝 | 把 | 寡 | 兩 | 仰 | 想 | 賞 | 往 | 久 | 九 | 首 | 後 | 覽 | 掩 | 送 | 鳳 | 弄 | 哢 | 寄 | 遂 | 事 | 味 | 遇 | 最 | 慨 | 礙 | 恨 |
| 歎 | 戀 | 羨 | 嘯 | 意 | 口 | 屋 | 囀 | 向 | 悵 | 濯 | 逸 | 髮 | 渴 | 闊 | 絕 | 閱 | 說 | 寺 | 館 | 燕 | 棹 | 檻 | 枕 | 榻 | 酒 | 席 | 笛 | 帶 | 釣 |
| 曲 | 艇 | 鷺 | 雁 | 鶴 | 鳥 | 蝶 | 雪 | 霧 | 日 | 霧 | 水 | 月 | 院 | 洞 | 苑 | 澗 | 浪 | 路 | 石 | 塢 | 壑 | 徑 | 野 | 谷 | 岸 | 地 | 沼 | 砌 | 小 |
| 一 | 賞 | 聽 | 奏 | 古 | 不 | 半 | 笑 | 飲 | 吐 | 臥 | 欲 | 杖 | 達 | 短 | 起 | 眺 | 老 | 遍 | 綠 | 映 | 照 | 裏 | 疊 | 獨 | 點 | 數 | 即 | 幾 | 共 |
| 趣 | 片 | 泛 | 亂 | 落 | 訪 | 影 | 度 | 蘚 | 浸 | 冷 | 出 | 舞 | 斷 | 上 | 白 | 淡 | 夢 | 盡 | 翠 | 應 | 放 | 外 | 滿 | 入 | 望 | 碧 | 近 | 遠 | 擁 |
| 下 | 醉 | 立 | 詠 | 傍 | 去 | 爽 | 更 | 色 | 樂 | 競 | 渺 | 韻 | 似 | 繞 | 到 | 散 | 墜 | 若 | 穩 | 在 | 正 | 好 | 聳 | 隠 | 見 | 氣 | 動 | 暗 | 勝 |
| 接 | 轉 | 破 | 秀 | 捲 | 唱 | 謝 | 細 | 夕 | 雨 | 景 | 暮 | 夜 | 午 | 暖 | 晚 | 曉 | 晝 | 霽 | 欸 | 聚 | ？ | ？ | ？ | ？ | ？ | ？ | ？ | ？ | ？ |

## 牌規
一般玩法有分牌式、摸牌式。
- 分牌式：一些牌分給玩家後，各自選定題名，由稱為詩伯的裁判記錄。玩家各作一篇詩詞歌賦，作品的字眼需有分配到的牌，型式可為七言、六言、五言、四言等。若牌為一字多音，平仄可兼用。完成後眾人共同評論，先分四個等級，七言為一等、六言為二等、五言為三等、四言為四等，再把詩分為上、中、下品，最差者不入品，為荒牌。[12]

- 摸牌式：四人遊戲，莊家分二十一張，閒家分二十張，像麻將一樣輪流摸牌、打牌，直到一人湊成詩句為勝利。[12]

《詩牌譜》記錄還有其他玩法，舉例簡述如下。
- 賡奇式：勝負已定後，玩家可以將自己原先的牌攪亂，更立題名，仍用前韻，成功後再得獎賞。但不許與前作內相連三字，否則荒牌。
- 翻新式：勝負已定後，玩家可用別人牌作出新作品，成功後再得獎賞。
- 和韻式：可請詩伯將另一位玩家的題韻記錄下，用於自己的作品。如果詩伯同意，二位玩家也可以交題換韻。
- 收殘式：如果能將未分配的牌作成作品，成功後再得獎賞。
- 洗荒式：可將其他玩家的荒牌作成新作，之後荒牌玩家的籌碼要給代作的玩家。
- 聯珠式：玩家輪流創作一個詩句，其韻四句就換。作不出來者受罰，改由下一人作，直到牌盡為止。
- 合璧式：兩人遊戲，互相作句，要對方作出對句。作不出來者輸掉遊戲。
- 煥彩式：兩人遊戲，各分三百張牌，作出長篇辭賦、或成套曲調。也可用全副牌，輪流創作。

## 外部連結
- 《詩牌譜》《夷門廣牘》本 （页面存档备份，存于）
- 《詩牌譜》《說郛續》本 （页面存档备份，存于）